# Bandas de frecuencia GSM
Las Bandas de frecuencia GSM son las bandas para telefonía móvil designadas por la Unión Internacional de Telecomunicaciones para la operación de redes GSM.

## Bandas de frecuencias GSM
Hay catorce bandas definidas, con sus respectivas asignaciones de canal, en el estándar técnico TS 45.005 del consorcio 3GPP, que reemplaza al TS 05.05:
| Sistema   | Banda | Frecuencia    | Frecuencia    | Asignación de canal |
| Sistema   | Banda | Subida (MHz)  | Bajada (MHz)  | Asignación de canal |
| T-GSM-380 | 380   | 380.2–389.8   | 390.2–399.8   | dinámica            |
| T-GSM-410 | 410   | 410.2–419.8   | 420.2–429.8   | dinámica            |
| GSM-450   | 450   | 450.4–457.6   | 460.4–467.6   | 259–293             |
| GSM-480   | 480   | 478.8–486.0   | 488.8–496.0   | 306–340             |
| GSM-710   | 710   | 698.0–716.0   | 728.0–746.0   | dinámica            |
| GSM-750   | 750   | 747.0–762.0   | 777.0–792.0   | 438–511             |
| T-GSM-810 | 810   | 806.0–821.0   | 851.0–866.0   | dinámica            |
| GSM-850   | 850   | 824.0–849.0   | 869.0–894.0   | 128–251             |
| P-GSM-900 | 900   | 890.2–914.8   | 935.2–959.8   | 1–124               |
| E-GSM-900 | 900   | 880.0–914.8   | 925.0–959.8   | 975–1023, 0-124     |
| R-GSM-900 | 900   | 876.0–914.8   | 921.0–959.8   | 955–1023, 0-124     |
| T-GSM-900 | 900   | 870.4–876.0   | 915.4–921.0   | dinámica            |
| DCS-1800  | 1800  | 1710.2–1784.8 | 1805.2–1879.8 | 512–885             |
| PCS-1900  | 1900  | 1850.0–1910.0 | 1930.0–1990.0 | 512–810             |

### GSM-900, GSM-1800 y EGSM-900
Las bandas GSM-900 y la GSM-1800 son las más usadas en Europa, Oriente Medio, África, Oceanía y la mayor parte de Asia. GSM-900 usa 890–915 MHz para enviar información desde la estación móvil a la estación base (uplink o subida) y 935–960 MHz para la otra dirección (downlink o bajada), proveyendo 124 canales de radiofrecuencia (números de canal del 1 al 124) espaciados a 200 kHz. Se usa el espaciado dúplex de 45 MHz. Las bandas de guarda de 100 kHz de ancho están situadas en cada extremo del rango de frecuencias.

#### E-GSM
En algunos países se ha ampliado la banda GSM-900 para cubrir un rango de frecuencias mayor. Esta GSM extendida, denominada E-GSM, usa para el enlace de subida la banda desde 880 hasta 915 MHz y para el de bajada, la de 925 a 960 MHz, añadiendo 50 canales (desde el canal 975 hasta el 1023 y el 0) a la banda GSM-900 original. Las especificaciones de la GSM también describen la denominada Railways GSM (GSM Ferroviaria) o GSM-R, que usa la banda de 876 a 915 MHz en subida y de 921 a 960 MHz para bajada, ocupando los canales desde el 955 al 1023. La GSM-R proporciona canales adicionales y servicios especializados para su uso por personal de los ferrocarriles, de ahí su nombre en idioma inglés.
Los teléfonos para "E-GSM" o "EGSM 911" soportan la banda GSM 900 original y la banda extendida. Los teléfonos antiguos provistos con "GSM 900" puede que no soporten la EGSM. La mayoría de teléfonos nuevos con "GSM 900" soportan la EGSM, aunque no lo especifiquen ya que se asume que los teléfonos nuevos la soportan. Todas esas variantes se incluyen en la especificación GSM-900.

#### GSM-1800
La GSM-1800 usa la banda de 1710 a 1785 MHz para enviar información desde la estación móvil al transceptor de la estación base y la de 1805 a 1880 MHz para la otra dirección, proporcionando 374 canales numerados desde el 512 hasta el 885. El espaciado dúplex es de 95 MHz. La GSM-1800 también se llama DCS (Digital Cellular Service, Servicio Digital de Celulares) en el Reino Unido, mientras que en Hong Kong se llama PCS.  Esto no debe ser confundido con la GSM-1900 que se suele llamar PCS en el resto del mundo.

### GSM-850 y GSM-1900
La GSM-850 y la GSM-1900 se usan en la mayoría de países en América:
- Argentina - GSM-850 y 1900 MHz.
- Bolivia - GSM-850 y 1900 MHz.
- Brasil - GSM-850, 900, 1800 y 1900 MHz.
- Canadá - GSM-850, 1900 MHz.
- Chile - GSM-850 y 1900 MHz.
- Colombia - GSM 850 Y 1900 MHz.
- Ecuador - GSM-850, 1900 MHz.
- Estados Unidos - GSM-850, 1900 MHz.
- Nicaragua - 850-2500 MHz.
- Panamá - GSM-850, 1900 MHz.
- Perú - GSM 850-1900 MHz.
- Venezuela - GSM 850,900,1800,1900,2100 MHz.
- México - GSM 850 - 1900 MHz.
- Paraguay - GSM 850 - 1900 MHz.
- Uruguay  - ANTEL compañía de teléfonos fijos y móviles:

Usando la tecnología UMTS-GSM (2G) funciona en la banda 1800 (1800MHZ) (banda europea) y su código de red es 74801 o URY01. 
Usando la tecnología HSDPA (3G) funciona en la banda 2100 (banda europea). 
Los números telefónicos de ANCEL comienzan con 091, 098, 099 (discando desde el país) o con +59891, +59898 y +59899 (discando desde el exterior). 
Número de SMSC: +59899998932 
MOVISTAR URUGUAY: 
VODAFONE- ESPAÑA 1800 y 2600 MHz
Funciona en la banda 850(850MHZ). 
Los números telefónicos de MOVISTAR comienzan con 093, 094 o 095 (discando desde el país) o con +59893, +59894 y +59895 (discando desde el exterior). 
Número de SMSC: +59894000080 
CLARO URUGUAY: 
Funciona en la banda 1900(1900MHZ). 
Los números telefónicos de CLARO comienzan con 096 o 097 (discando desde el país) o con +59896 y +59897 (discando desde el exterior). 
Número de SMSC: +59896998001

### GSM-450
Otra versión menos común de la GSM es la GSM-450. Usa la misma banda que el antiguo sistema analógico NMT, con el que puede coexistir. El NMT es un sistema de teléfonos móviles de primera generación (1G) que fue usado principalmente en los países nórdicos, la comunidad Benelux, los países alpinos, Europa del este y Rusia antes de la introducción del GSM. Opera entre los 450.4–457.6 MHz emparejados con los 460.4–467.6 MHz (números de canal del 259 al 293), o 478.8–486 MHz emparejados con los 488.8–496 MHz (números de canal del 306 al 340). La Asociación GSM asegura que uno de sus 680 operadores afiliados tiene una licencia para operar una red GSM 450 en Tanzania. Sin embargo, actualmente todos los operadores públicos activos en Tanzania usan la GSM 900/1800 MHz. En conjunto, donde exista la banda NMT 450 MHz, ésta sigue funcionando o ha sido reemplazada por la CDMA. La GSM-450 no ha tenido despliegue comercial.

## Uso mundial de frecuencias GSM[5]

### América
En Norteamérica, la GSM opera sobre las principales bandas de comunicaciones móviles de 850 MHz y 1900 MHz. En Canadá, la GSM-1900 es la banda primaria usada en áreas urbanas con la 850 como reserva, y la GSM-850 como banda primaria rural. En los Estados Unidos, están reguladas las bandas que se pueden usar en cada zona.
Las bandas GSM-1900 y la GSM-850 son usadas en la mayor parte de América Central y del Sur, y tanto Ecuador como Panamá usan la GSM-850 exclusivamente, aunque este último país ahora cuenta con dos operadores en GSM-1900. En Brasil y Venezuela, se usa GSM-850 y GSM-900/1800 mezclando las bandas de Europa y América. Algunos países de América usan la GSM-900 o la GSM-1800, otros usan combinaciones tales como: GSM-850/900/1900, GSM-850/1800/1900, GSM-900/1800/1900 o GSM-850/900/1800. A futuro, en algunos países se usará la combinación GSM-850/900/1800/1900 MHz como Brasil, República Dominicana, Trinidad y Tobago y Venezuela. En Brasil, la banda de 1900 MHz está emparejada con la de 2100 MHz para formar la banda IMT 2100 MHz para servicios 3G. El resultado es una mezcla de usos en América que hace que los viajeros necesiten confirmar que sus teléfonos sean compatibles con la banda de las redes de su destino. Los problemas de compatibilidad de frecuencias se pueden evitar mediante el uso de teléfonos multi-banda (tri-banda o cuatri-banda).

### África, Asia, Europa y Oriente Medio
En estas regiones, la mayoría de las empresas operadoras usa las bandas de 900 MHz y 1800 MHz. La banda GSM-900 es la más ampliamente usada. Pocas empresas usan las bandas DCS-1800 y GSM-1800. Se necesita un teléfono de doble banda que trabaje con 900 y 1800 MHz para que sea compatible con la mayoría de empresas. Al menos debe soportar la banda GSM-900 para poder optar a trabajar con el estándar más utilizado por los operadores.

## Teléfonos multi-banda y multi-modo
En la actualidad, la mayoría de teléfonos soportan múltiples bandas como las usadas en distintos países para facilitar el denominado roaming. A estos se les conoce como teléfonos multi-banda. Los teléfonos de banda doble pueden cubrir redes GSM en pares tales como en las frecuencias 900 y 1800 MHz (Europa, Asia, Australia y Brasil) o 850 y 1900 (Norteamérica y Brasil). Los teléfonos europeos tri-banda típicamente suelen cubrir las bandas 900, 1800 y 1900 dando buena cobertura en Europa y permitiendo su uso limitado en Norteamérica, mientras que los teléfonos tri-banda de Norteamérica utilizan las bandas 850, 1800 y 1900 para el servicio general en esta área pero con uso mundial limitado. Los teléfonos cuatri-banda se han incorporado como una nueva variante. Estos soportan todas las principales bandas GSM, permitiendo su uso global (excluyendo los países sin GSM tales como Japón o Corea del Sur).
Además hay teléfonos multi-modo que pueden operar en GSM así como en otros sistemas de teléfonos móviles usando estándares técnicos o tecnologías propietarias. A menudo esos teléfonos usan además múltiples bandas de frecuencia. Por ejemplo, una versión del teléfono 6340i GAIT de Nokia vendido en Norteamérica puede operar en las bandas GSM-1900, GSM-850 y en las heredadas TDMA-1900, TDMA-800, y AMPS-800, haciéndolo tanto multi-modo como multi-band